# جان پلی‌فیر
جان پلی‌فیر (به انگلیسی: John Playfair) (زادهٔ ۱۰ مارس ۱۷۴۸ م. / ۱۹ اسفند ۱۱۲۶، بنوی، نزدیک داندی، اسکاتلند؛ درگذشت ۲۰ ژوئیه ۱۸۱۹ م. / ۲۹ تیر ۱۱۹۸، ادینبرو، اسکاتلند) زمین‌شناس، فیزیکدان و ریاضیدان اسکاتلندی بود. نام جان پلی‌فیر در دورهٔ روشنگری اسکاتلند در ردیف کسانی که آغازگر آن جنبش بوده‌اند قرار دارد.

## زندگی
جان پلی‌فیر در سنت اندروز وادینبرا درس خواند و از ۱۸۰۰ استاد دانشگاه ادینبرا بود. او در فیزیک و ریاضی و زمین‌شناسی مطالعه و تحقیق کرد هر چند در هندسه، اصل پلی‌فیر به نام او ثبت شده‌است اما شهرت او بیشتر به دلیل فعالیت‌های زمین‌شناسی‌اش است.
او در ۱۸۱۹ در ادینبرای اسکاتلند درگذشت.

## مطالعات
انتشار کتاب اصول هندسه که در بارهٔ هندسه اقلیدسی است نام پلی‌فیر را به خاطر ارائه صورتی از اصل پنجم اقلیدس که امروز کم‌وبیش به همان شکلی که فلی‌فیر طرح کرد و به نام اصل پلی‌فیر شناخته می‌شود در تاریخ تحولات هندسه که در نهایت به ابداع هندسه‌های نااقلیدسی انجامید ماندگار کرد.
جان پلی‌فیر پنج سال بعد از درگذشت دوستش جیمز هاتن درک انقلابی هاتن از چرخهٔ زمین شناختی را در کتابی به نام «تصاویر نظریهٔ هاتنی زمین» ارائه کرد.

## آثار
- اصول هندسه، ۱۷۹۵، Elements of Geometry
- تصاویر نظریهٔ هاتنی زمین، ۱۸۰۲، Illustrations of the Huttonion Theory of the Earth